# Lucio Romano
Pour les articles homonymes, voir Romano.
Lucio Romano (né le 9 janvier 1955 à Aversa) est un homme politique italien.

## Biographie
Sénateur, élu sur une liste Avec Monti pour l'Italie, Lucio Romano quitte Choix citoyen pour l'Italie, pour devenir président du groupe parlementaire Pour l'Italie depuis fin 2013.